# Zone of the Enders: The 2nd Runner

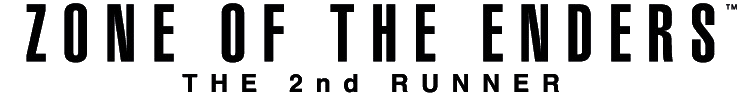
Logo

Zone of the Enders: The 2nd Runner, conosciuto in Giappone come Anubis: Zone of the Enders (ANUBIS ZONE OF THE ENDERS アヌビス ゾーン オブ エンダーズ?, Anubisu Zōn obu Endāzu), è un videogioco sparatutto in terza persona di tipo fantascientifico ambientato nello spazio, principalmente su Marte. È il seguito di Zone of the Enders.
Nel 2012 sia questo gioco che il suo prequel sono stati inclusi in una raccolta per PlayStation 3, Xbox 360 e PlayStation Vita riedita in alta definizione con il titolo Zone of the Enders HD Collection.

## Trama
La storia si svolge nel 2174, due anni dopo i fatti del primo capitolo.
Protagonista del sequel di Zone of the Enders è Dingo Egrett, un ricercatore di metatron (nuova indispensabile fonte energetica) su una luna di Giove, Callisto. Durante uno scavo con il suo LEV (scavatore robotico), si imbatte in un Orbital Frame (robot provvisto di un'intelligenza artificiale avanzata, predisposto al combattimento), il Jehuty (Orbital Frame protagonista di Zone of the Enders), la cui IA si chiama ADA.
Nel frattempo i compagni di Dingo, poco distanti, vengono attaccati da una nave da guerra del movimento militarista "BAHRAM", il quale ufficialmente lotta per la liberazione del pianeta Marte.
Dal momento che i robot BAHRAM hanno distrutto il suo LEV, Dingo sale a bordo del Jehuty e parte alla difesa dei suoi compagni. Per salvarne uno si scontrerà contro Ken Marinaris, membro di BAHRAM, a bordo del suo OF, Ardjet. In seguito, dopo essersi infiltrato in una nave BAHRAM, Dingo incontra il Nephtis, robot guidato da una IA creata partendo dalla personalità di un ex-commilitone di Dingo, e poco dopo si scontra con Anubis, modello gemello del Jehuty ma molto più potente, pilotato dal colonnello Nohman, comandante di BAHRAM.
Dopo un'accesa conversazione, Nohman ferisce gravemente Dingo con tre colpi di pistola, ma questi viene salvato da Ken; la ragazza infatti decide di tradire BAHRAM supportando Dingo e la sua lotta contro il movimento.
Le ferite sono troppo gravi e per salvarlo è costretta a collegare il suo corpo direttamente alla fonte energetica del Jehuty, cioè per sopravvivere è costretto a rimanere dentro la cabina di pilotaggio.
Dingo farà di tutto per cercare il suo nemico e fermare i suoi piani diabolici. Dovrà recarsi in molti luoghi, come per esempio il quartier generale di Lloyd, un anziano programmatore di "Orbital Frame" che potenzierà il Jehuty con un programma chiamato Zero Shift, che permetterà al robot di muoversi a velocità elevatissima tramite una specie di teletrasporto quasi istantaneo.
Con questo dovrà sfidare numerosi nemici finché arriverà ad Aumaan, dove lo scontro finale lo attende.

## Modalità di gioco
Il sistema di combattimento prevede la vista in terza persona del Jehuty e in alcune situazioni la visuale cambia (frontalmente o verticalmente) per vedere meglio il nemico.

## Seguito
Un terzo capitolo della serie venne annunciato nel 2012, con il nome in codice di Enders Project, ma lo sviluppo venne annullato nel 2013.

## Accoglienza
La rivista Play Generation classificò l'epilogo come il quarto finale più "spaccamascella" tra i titoli usciti su PlayStation 2.